# Juan José Mantecón
Juan José Mantecón Molins (Vigo, 1895 – Madrid, 1964) fue un compositor, crítico, pedagogo y escritor español, integrante del denominado Grupo de los Ocho.

## Vida
Nacido en el seno de una familia acomodada, vivió los primeros años de su infancia en su ciudad natal, pero pronto su padre, funcionario de Hacienda, fue trasladado a Oviedo y, posteriormente, a Madrid. Allí, Mantecón completó su bachillerato y cursó los estudios de Magisterio, Derecho y Filosofía y Letras, estos últimos con el grado de doctor. En 1912 ingresó como funcionario del Estado, empleo que mantuvo hasta su jubilación.
Su formación musical no transcurrió, sin embargo, en el ámbito oficial, sino en el privado, donde recibió clases de Armonía, Piano, Violín y Flauta, además de Composición e Instrumentación, en las que contó con los consejos estéticos de Joaquín Turina, Manuel de Falla y Bartolomé Pérez Casas.

### Compositor
Su catálogo se inició en 1917 con dos piezas para piano —Preludio y Vals— pero las primeras obras estrenadas en 1918 fueron Cuando en la Tarde Suena la Danza y Dos Poemas Líricos, en Salinas de Avilés y Oviedo, respectivamente. En el período 1920-1935 se estrenaron en Madrid Soliloquio para violín y piano (1920), Quinteto n.º 1 (1923), Circo (1923), Parada (Marcha de soldados) (1928), Tres nocturnos para pequeña orquesta (1930), La recañí (1930), Una copla de Mingo Revulgo (1930), Danza del atardecer, para orquesta (1931), Sonatina para orquesta de cámara (1932), Cuarteto en La Bemol (1932), Nocturno galante (1932) y Canción del Marqués de Santillana (1935).
Tras la Guerra Civil —que Mantecón pasó en Barcelona, donde el Gobierno de la República había trasladado a todo el funcionariado—, estrenó, ya de vuelta en Madrid, la música incidental para El Entremés de la Rabia (1940) en el acto de presentación de la Compañía del Teatro Nacional.
Uno de los aspectos más significativos de las décadas de 1940, 1950 y 1960 fue su dedicación a la enseñanza de canto, que culminó con su nombramiento como director de estudios musicales del Teatro de la Zarzuela (1960). Recorrió con sus alumnos numerosos puntos de la geografía española y ofreció recitales precedidos de conferencias, en los que se interpretaban esencialmente obras de autores españoles, incluidas las del propio Mantecón que, por otra parte, también asumió el papel de acompañante al piano. En este sentido, su producción musical de estos años se centró en el ámbito vocal, con títulos como Avelaneiras floridas, Estival, Habanera, Camino, Campo, Canción de cuna, Quise dormir un día o Villancico (El pajarillo en el árbol), que estrenó entre 1951 y 1960.

### Crítico musical
En 1912 aparecieron sus primeros escritos musicales en la revista ovetense Ojanguren. Nombrado secretario de la sección de música del Ateneo de Madrid en 1914, pronunció su primera conferencia con el título “La música en la enseñanza integral”. A partir de entonces, Mantecón colaboró en las publicaciones España Nueva, El Pensamiento Español —donde firmaba con el seudónimo Clivis—, El Parlamentario, El Sol y, finalmente, en el diario vespertino La Voz, de tendencia progresista, donde permaneció desde 1920 hasta 1934, firmando con el seudónimo Juan del Brezo.
Como curiosidad, cabe mencionar que en varias ocasiones Juan del Brezo hubo de reseñar el estreno de obras del propio Juan José Mantecón: así, califica de "obra modesta" su Sonatina para orquesta de cámara de 1932.
Su posición como crítico y como esteta le llevó a adoptar una defensa sin fisuras de los músicos españoles de la Generación del 27, de la que él mismo formaba parte, persuadido de que necesitaban un apoyo incondicional y activo para contender en el panorama internacional. En este sentido, presentó y trazó las líneas ideológicas del llamado Grupo de los Ocho o Grupo de Madrid, con una estética poliédrica pero con una orientación común avanzada. En esta etapa, Mantecón alcanzó un elevado prestigio y una enorme influencia, que le llevaron a ser uno de los miembros fundadores de la Asociación de la Crítica Dramática y Musical.
Con la proclamación de la II República en 1931, Mantecón muestra un tibio entusiasmo, señalando en sus críticas "lo candente y vital de los felices acontecimientos por los que pasó nuestra patria en estos días" y dedicando textos a exaltar las finalidades sociales de la música y a agradecer a la administración republicana el haber terminado con "el menosprecio que significaba una actividad que tiene en la historia honda y profunda significación". Sin embargo, sus últimas colaboraciones en el diario La Voz adolecen de cierto conformismo, lo que pudo motivar su sustitución por Vicente Salas Viu y Rodolfo Halffter, que aportarían un punto de vista más radical.
Paralelamente, desplegó una intensa actividad como conferenciante, e ilustró los conciertos de la Sala Aeolian o del Lyceum Club Femenino Español, entre otros. También confeccionó los programas de mano de los conciertos organizados por la Asociación de Cultura Musical durante el trienio 1927-1930. 
Tras la Guerra Civil, y aunque apartado de la primera línea de la crítica por sus posiciones ideológicas, Mantecón retomó sus colaboraciones con varias revistas y periódicos, entre ellos Boletín Musical, Ritmo, Santo y Seña —más tarde denominada Arte y Letras—, Faro de Vigo y, en los años 1953 y 1954, desde las páginas de El Alcázar, en sustitución de Conrado del Campo.

### Divulgador radiofónico
Mantecón había comenzado una colaboración radiofónica en Unión Radio en 1925, coincidiendo con la inauguración de la emisora, que programaba una serie de conciertos en vivo acompañados de comentarios sobre los autores participantes y sus respectivas obras. Además, ofreció charlas sobre aspectos tan diversos como arte, cine, filosofía e incluso consideraciones sobre el tabaco. Pero su verdadero éxito residió en los folletines radiofónicos, de los que se le considera precursor; títulos como Una Aventurilla sin aventura, Villancico o El rubí negro o el corazón de la Diosa Yogowla, emitidos entre 1931 y 1932, sentaron las bases de un género que las emisoras españolas popularizaron en las décadas siguientes. 
Después de la Guerra Civil regresó a Unión Radio, donde continuó hasta 1944, cuando pasó a formar parte de la plantilla de Radio Madrid. En esta emisora organizó una serie de charlas que, bajo el título Los problemas de la Música, abordaba una serie de planteamientos sobre aspectos de carácter técnico, acompañados de ilustraciones musicales. Entre 1947 y 1949 compaginó esta actividad en Radio Madrid con su participación en Radio Nacional de España, donde programó las series El sentido de la Música e Introducción a los estilos en la Música.  

## Obras
En 2004 la musicóloga Laura Prieto procedió al catálogo de la producción de José Manuel Mantecón, depositado en la Fundación Juan March por sus herederos. La investigadora destaca el hecho de que "los estrenos de sus obras sinfónicas y de cámara se producen antes de la guerra, mientras que son una buena parte de las piezas vocales las que se dan a conocer en las décadas de los cuarenta y cincuenta", lo que, al ser su obra sinfónica excluida de la programación y al igual que ocurriera con otros compositores del periodo republicano, abundó en la idea errónea de que su producción era escasa y de menor valía.
Además de su obra de divulgación y las transcripciones de sus conferencias y piezas radiofónicas, su catálogo registra obra literaria inédita.

### Obra musical[6]
- Preludio (1917)
- Vals (1917)
- Cuando en la tarde suena la danza (1918)
- Dos poemas líricos (1918)
- Sonatina para piano (1918)
- Ave María a 2 voces (1918)
- Salve para coro a 2 voces con acompañamiento (1919)
- Campo (1919)
- Harmonie du soir (1919)
- Soliloquio para violín y piano (1920)
- Circo (1921)
- Ojos que a la Luz se Abrieron (1922)
- Quinteto n.º 1 (1923)
- Suite antigua (1924)
- Tres nocturnos para pequeña orquesta (1924)
- Suite antigua (c. 1924)
- Atardecer (1927)
- Parada (Marcha de soldados) (1928)
- Una copla de Mingo Revulgo (1929)
- Canción del Marqués de Santillana (c. 1929)
- Marcha fúnebre para unos que se han de ¡casar! (p. 4 manos (c. 1929)
- Danza del atardecer (1930)
- La recañí. Pasa-calle (1930)
- Danza del atardecer (1930)
- Quise dormir un día (1930)
- Sonatina pastoral. Giga (1930)
- Jota (1931)
- Sonatina para orquesta de cámara (1932)
- Minueto (1932)
- Cuarteto en La Bemol (1932)
- Una copla de Mingo Revulgo (1932)
- Nocturno galante (1932)
- Tres Estampas (c. 1932)
- Jota castellana (1933)
- El contrabandista (1935)
- Esteve (1935)
- Polo del criado (1935)
- Serenata (1938)
- El entremés de la rabia (1939)
- Avelaneiras floridas (1946)
- Canción de cuna (1946)
- Estival (1949)
- Habanera (c. 1949)
- Camino (1954)
- Villancico (El pajarillo en el árbol) (1957)
- Canción de cuna, s. f.

### Obra escrita[6]
- Compuesta y sin novio (1910) (inéd.)
- El sueño del trovador (1912) (inéd.)
- ¿La vida es un enigma? (1913) (inéd.)
- El faro (1920) (inéd.)
- El rapto de Elena (1940) (inéd.)
- Introducción al estudio de la Música. Barcelona, Labor (1942)
- El hombre que llegó siempre tarde (1946) (inéd.)
- Campanita de plata (1946) (inéd.)

## Discografía
- Obras para piano del Grupo madrileño de los 8. Ainhoa Padrón, piano. Serie El patrimonio musical hispano, 24. Sociedad Española de Musicología, 2010.  Incluye: Circo (1921). I. La serenata del grillo. II. El oso triste. III. El vals de los mosquitos.
- El piano olvidado. Jorge Robaina, piano. IBS Classical, 2016.  Incluye: la misma suite.